# Garantverklaring
Een garantverklaring is een door een Nederlandse gemeente verstrekte officiële verklaring, die in sommige gevallen nodig is om een gast uit het buitenland te kunnen ontvangen, bijvoorbeeld voor een vakantie. Een garantverklaring is nodig als de gast zelf onvoldoende financiële middelen heeft. Ook biedt een garantverklaring meer zekerheid dat de gast tijdig terugkeert naar het land van herkomst.
De garantverklaring wordt ondertekend door de gastheer of gastvrouw in Nederland én door de burgemeester of een door hem daartoe aangewezen ambtenaar. De burgemeester verklaart hiermee de handtekening van de gastheer te legaliseren. De garantverklaring wordt daarom ook wel Legalisering handtekening genoemd. De kosten van een garantverklaring zijn per gemeente verschillend.
De gastheer verklaart met de garantverklaring de reis- en verblijfkosten van de buitenlandse gast te zullen betalen (of daarvoor garant te staan). De gastheer dient zelf de naam, de geboortedatum en het adres van de gast in te vullen op deze garantverklaring. De gastheer moet daar een aantal andere documenten aan toevoegen, zoals een uitnodigingsbrief, een kopie van het eigen paspoort en een bewijs van voldoende inkomen (loonstrookje, belastingaanslag).
De gast moet het formulier Aanvraag Schengenvisum invullen, waarmee hij het visum aanvraagt. Om in het bezit te komen van een toeristenvisum (visum C) gaat de gast in zijn eigen land met dit formulier en de stukken van de gastheer naar de Nederlandse ambassade of andere vertegenwoordiging. Wanneer alles in orde is, kan een toeristenvisum worden verstrekt, waarmee de gast recht heeft tot toegang in de Schengenlanden voor de duur van maximaal drie maanden. Soms wordt ook wel gesproken over maximaal 90 dagen. Deze tijdsaanduidingen zijn in de meeste perioden van het jaar niet gelijk.